# Liste des gonfaloniers de justice et prieurs de la république de Florence dans les années 1320
Pour des articles plus généraux, voir Liste des gonfaloniers de justice et prieurs de la république de Florence et Liste des gonfaloniers de justice et prieurs de la république de Florence au XIVe siècle.
Cet article dresse une liste des gonfaloniers de justice et prieurs de la république de Florence dans les années 1320.

## 1320
| Période de gouvernement          | Gonfaloniers de Justice et Prieurs            | Notes                                                           |
| -------------------------------- | --------------------------------------------- | --------------------------------------------------------------- |
| 15 décembre 1319-14 février 1320 | Guerriante di Tingo Marignolli                | Gonf. issu du s. Porta del Duomo.                               |
| 15 décembre 1319-14 février 1320 | Nello del Bene                                | Pr. du s. Oltrarno.                                             |
| 15 décembre 1319-14 février 1320 | Bencivenni Buonsostegni                       | Pr. du s. San Piero Scheraggio.                                 |
| 15 décembre 1319-14 février 1320 | Avvocato di Gherardo del Bello                | Pr. du s. Borgo.                                                |
| 15 décembre 1319-14 février 1320 | Ruco Bandi                                    | Pr. du s. San Pancrazio.                                        |
| 15 décembre 1319-14 février 1320 | Grazia Guittomanni                            | Pr. du s. Porta del Duomo.                                      |
| 15 décembre 1319-14 février 1320 | Maffeo Chiarissimi                            | Pr. du s. Porta San Piero.                                      |
| 15 février 1320-14 avril 1320    | Naddo di Duccio Bucelli                       | Gonf. issu du s. San Piero Scheraggio.                          |
| 15 février 1320-14 avril 1320    | Bencivenni di Salvi Bonagi                    | Pr. du s. Oltrarno.                                             |
| 15 février 1320-14 avril 1320    | Lapo d'Albertuccio da Castiglionchio          | Pr. du s. San Piero Scheraggio.                                 |
| 15 février 1320-14 avril 1320    | Simone di Bernotto Rustichelli                | Pr. du s. Borgo.                                                |
| 15 février 1320-14 avril 1320    | Lotto di Puccio Ardinghi                      | Pr. du s. San Pancrazio.                                        |
| 15 février 1320-14 avril 1320    | Ser Rustico Consigli                          | Pr. du s. Porta del Duomo.                                      |
| 15 février 1320-14 avril 1320    | Cionetto di Giovenco de'Bastari               | Pr. du s. Porta San Piero.                                      |
| 15 avril 1320-14 juin 1320       | Francesco di Ser Caccia Bonciani              | Gonf. issu du s. Borgo.                                         |
| 15 avril 1320-14 juin 1320       | Tuccio Ferrucci                               | Pr. du s. Oltrarno.                                             |
| 15 avril 1320-14 juin 1320       | Benedetto di Pacino Peruzzi                   | Pr. du s. San Piero Scheraggio.                                 |
| 15 avril 1320-14 juin 1320       | Cione di Caroccio Buonaccolti (ou Bonaccolti) | Pr. du s. Borgo.                                                |
| 15 avril 1320-14 juin 1320       | Spinello di Primerano da Mosciano             | Pr. du s. San Pancrazio.                                        |
| 15 avril 1320-14 juin 1320       | Bernardino di Giambone de'Medici              | Pr. du s. Porta del Duomo.                                      |
| 15 avril 1320-14 juin 1320       | Bartolo Bonaffedi                             | Pr. du s. Porta San Piero.                                      |
| 15 juin 1320-14 août 1320        | Giovanni d'Andrea de'Ricci                    | Gonf. issu du s. Porta San Piero.                               |
| 15 juin 1320-14 août 1320        | Boccuccio di Manno Vettori                    | Pr. du s. Oltrarno.                                             |
| 15 juin 1320-14 août 1320        | Mess. Giovanni Rustichelli                    | Pr. du s. San Piero Scheraggio. Expert en droit (iurisperitus). |
| 15 juin 1320-14 août 1320        | Meglio di Guiduccio Fagiuoli                  | Pr. du s. Borgo.                                                |
| 15 juin 1320-14 août 1320        | Bartolo di Lapo di Benci del Bene             | Pr. du s. San Pancrazio.                                        |
| 15 juin 1320-14 août 1320        | Andrea del Nero Carucci di Madonna            | Pr. du s. Porta del Duomo.                                      |
| 15 juin 1320-14 août 1320        | Vanni di Benintendi degli Albizzi             | Pr. du s. Porta San Piero.                                      |
| 15 août 1320-14 octobre 1320     | Filippo Aldobrandini                          | Gonf. issu du s. San Pancrazio.                                 |
| 15 août 1320-14 octobre 1320     | Mess. Rinaldo Casini                          | Pr. du s. Oltrarno. Expert en droit (iurisperitus).             |
| 15 août 1320-14 octobre 1320     | Guido di Bencivenni da Magnale                | Pr. du s. San Piero Scheraggio.                                 |
| 15 août 1320-14 octobre 1320     | Coppo di Stefano Bonaiuti                     | Pr. du s. Borgo.                                                |
| 15 août 1320-14 octobre 1320     | Tano di Mess. Banco Castellani                | Pr. du s. San Pancrazio.                                        |
| 15 août 1320-14 octobre 1320     | Ridolfo Amadori                               | Pr. du s. Porta del Duomo.                                      |
| 15 août 1320-14 octobre 1320     | Naddo di Ser Spigliato da Filicaia            | Pr. du s. Porta San Piero.                                      |
| 15 octobre 1320-14 décembre 1320 | Giovanni di Cocchio Compagni                  | Gonf. issu du s. Borgo.                                         |
| 15 octobre 1320-14 décembre 1320 | Bartolo Bandini                               | Pr. du s. Oltrarno.                                             |
| 15 octobre 1320-14 décembre 1320 | Vanni Bandini                                 | Pr. du s. San Piero Scheraggio.                                 |
| 15 octobre 1320-14 décembre 1320 | Piero di Mess. Oddo Altoviti                  | Pr. du s. Borgo.                                                |
| 15 octobre 1320-14 décembre 1320 | Giovanni di Mess. Ubertino Strozzi            | Pr. du s. San Pancrazio.                                        |
| 15 octobre 1320-14 décembre 1320 | Stefano di Berto Davanzi                      | Pr. du s. Porta del Duomo.                                      |
| 15 octobre 1320-14 décembre 1320 | Ser Michele di Ser Bonaccorso della Lastra    | Pr. du s. Porta San Piero.                                      |
| 15 décembre 1320-14 février 1321 | Boninsegna Gherardi                           | Gonf. issu du s. San Piero Scheraggio.                          |
| 15 décembre 1320-14 février 1321 | Gherardo Bonsi                                | Pr. du s. Oltrarno.                                             |
| 15 décembre 1320-14 février 1321 | Jacopo d'Alberto del Giudice Alberti          | Pr. du s. San Piero Scheraggio.                                 |
| 15 décembre 1320-14 février 1321 | Donato di Mannino Acciaiuoli                  | Pr. du s. Borgo.                                                |
| 15 décembre 1320-14 février 1321 | Ghigio di Pagno Bordoni                       | Pr. du s. San Pancrazio.                                        |
| 15 décembre 1320-14 février 1321 | Cecco di Spina Falconi                        | Pr. du s. Porta del Duomo.                                      |
| 15 décembre 1320-14 février 1321 | Giano di Dino di Lapo Gherardini              | Pr. du s. Porta San Piero.                                      |

## 1321
| Période de gouvernement          | Gonfaloniers de Justice et Prieurs          | Notes                                                             |
| -------------------------------- | ------------------------------------------- | ----------------------------------------------------------------- |
| 15 décembre 1320-14 février 1321 | Boninsegna Gherardi                         | Gonf. issu du s. San Piero Scheraggio.                            |
| 15 décembre 1320-14 février 1321 | Gherardo Bonsi                              | Pr. du s. Oltrarno.                                               |
| 15 décembre 1320-14 février 1321 | Jacopo d'Alberto del Giudice Alberti        | Pr. du s. San Piero Scheraggio.                                   |
| 15 décembre 1320-14 février 1321 | Donato di Mannino Acciaiuoli                | Pr. du s. Borgo.                                                  |
| 15 décembre 1320-14 février 1321 | Ghigio di Pagno Bordoni                     | Pr. du s. San Pancrazio.                                          |
| 15 décembre 1320-14 février 1321 | Cecco di Spina Falconi                      | Pr. du s. Porta del Duomo.                                        |
| 15 décembre 1320-14 février 1321 | Giano di Dino di Lapo Gherardini            | Pr. du s. Porta San Piero.                                        |
| 15 février 1321-14 avril 1321    | Banco di Puccio Bencivenni                  | Gonf. issu du s. Oltrarno.                                        |
| 15 février 1321-14 avril 1321    | Rosso Aldobrandini                          | Pr. du s. Oltrarno.                                               |
| 15 février 1321-14 avril 1321    | Bonaguida del Fabro Tolosini                | Pr. du s. San Piero Scheraggio.                                   |
| 15 février 1321-14 avril 1321    | Lottieri Davanzati                          | Pr. du s. Borgo.                                                  |
| 15 février 1321-14 avril 1321    | Giovanni di Gherardino Malegonnelle         | Pr. du s. San Pancrazio.                                          |
| 15 février 1321-14 avril 1321    | Mess. Alberto Rosoni                        | Pr. du s. Porta del Duomo. Expert en droit (iurisperitus).        |
| 15 février 1321-14 avril 1321    | Simone di Spigliato da Filicaia             | Pr. du s. Porta San Piero.                                        |
| 15 avril 1321-14 juin 1321       | Bencivenni Buonsostegni                     | Gonf. issu du s. San Piero Scheraggio.                            |
| 15 avril 1321-14 juin 1321       | Ghino di Bindo Canigiani                    | Pr. du s. Oltrarno.                                               |
| 15 avril 1321-14 juin 1321       | Mess. Caro di Ser Venisti                   | Pr. du s. San Piero Scheraggio. Expert en droit (iurisperitus).   |
| 15 avril 1321-14 juin 1321       | Antonio di Ser Caccia Bonciani              | Pr. du s. Borgo.                                                  |
| 15 avril 1321-14 juin 1321       | Naddo Casini                                | Pr. du s. San Pancrazio.                                          |
| 15 avril 1321-14 juin 1321       | Niccolò di Martino da Cerreto               | Pr. du s. Porta del Duomo.                                        |
| 15 avril 1321-14 juin 1321       | Migliorozzo di Zato Guadagni                | Pr. du s. Porta San Piero.                                        |
| 15 juin 1321-14 août 1321        | Ser Giovanni Finucci                        | Gonf. issu du s. San Pancrazio.                                   |
| 15 juin 1321-14 août 1321        | Bindo Ferrucci                              | Pr. du s. Oltrarno.                                               |
| 15 juin 1321-14 août 1321        | Mess. Vanni Benini Formici (ou de'Formichi) | Pr. du s. San Piero Scheraggio. Expert en droit (iurisperitus).   |
| 15 juin 1321-14 août 1321        | Giovanni di Vante della Sanella             | Pr. du s. Borgo.                                                  |
| 15 juin 1321-14 août 1321        | Feduccio di Duccio della Marotta            | Pr. du s. San Pancrazio.                                          |
| 15 juin 1321-14 août 1321        | Griffo di Guccio de'Medici                  | Pr. du s. Porta del Duomo.                                        |
| 15 juin 1321-14 août 1321        | Antonio di Lando degli Albizzi              | Pr. du s. Porta San Piero.                                        |
| 15 août 1321-14 octobre 1321     | Ardingo di Guido de'Ricci                   | Gonf. issu du s. Porta San Piero.                                 |
| 15 août 1321-14 octobre 1321     | Mess. Alesso Rinucci                        | Pr. du s. Oltrarno. Expert en droit (iurisperitus).               |
| 15 août 1321-14 octobre 1321     | Geppo di Cerro Giamboni                     | Pr. du s. San Piero Scheraggio.                                   |
| 15 août 1321-14 octobre 1321     | Niccolò di Jacopo Altoviti                  | Pr. du s. Borgo.                                                  |
| 15 août 1321-14 octobre 1321     | Lotto di Puccio Ardinghi                    | Pr. du s. San Pancrazio.                                          |
| 15 août 1321-14 octobre 1321     | Giovanni d'Uberto Cambi                     | Pr. du s. Porta del Duomo.                                        |
| 15 août 1321-14 octobre 1321     | Bartolo Bonaffedi                           | Pr. du s. Porta San Piero.                                        |
| 15 octobre 1321-14 décembre 1321 | Mess. Forese da Rabatta                     | Gonf. issu du s. Porta del Duomo. Expert en droit (iurisperitus). |
| 15 octobre 1321-14 décembre 1321 | Niccolò di Ranieri Buongradi (ou Bongradi)  | Pr. du s. Oltrarno.                                               |
| 15 octobre 1321-14 décembre 1321 | Cennino di Bartolo Alberti                  | Pr. du s. San Piero Scheraggio.                                   |
| 15 octobre 1321-14 décembre 1321 | Tinaccio di Tuccio Petri                    | Pr. du s. Borgo.                                                  |
| 15 octobre 1321-14 décembre 1321 | Ruco Bandi                                  | Pr. du s. San Pancrazio.                                          |
| 15 octobre 1321-14 décembre 1321 | Maruccio di Ser Geremia del Beccuto         | Pr. du s. Porta del Duomo.                                        |
| 15 octobre 1321-14 décembre 1321 | Ulivieri Carboni                            | Pr. du s. Porta San Piero.                                        |
| 15 décembre 1321-14 février 1322 | Currado di Mess. Simone de'Giotti           | Gonf. issu du s. Borgo.                                           |
| 15 décembre 1321-14 février 1322 | Cione Ridolfi                               | Pr. du s. Oltrarno.                                               |
| 15 décembre 1321-14 février 1322 | Tommaso Peruzzi                             | Pr. du s. San Piero Scheraggio.                                   |
| 15 décembre 1321-14 février 1322 | Bernardo di Lapo Ardinghelli                | Pr. du s. Borgo.                                                  |
| 15 décembre 1321-14 février 1322 | Maso Valori                                 | Pr. du s. San Pancrazio.                                          |
| 15 décembre 1321-14 février 1322 | Vanni di Bartolo Armati                     | Pr. du s. Porta del Duomo.                                        |
| 15 décembre 1321-14 février 1322 | Giovanni Villani                            | Pr. du s. Porta San Piero. Le célèbre chroniqueur.                |

## 1322
| Période de gouvernement          | Gonfaloniers de Justice et Prieurs          | Notes                                                           |
| -------------------------------- | ------------------------------------------- | --------------------------------------------------------------- |
| 15 décembre 1321-14 février 1322 | Currado di Mess. Simone de'Giotti           | Gonf. issu du s. Borgo.                                         |
| 15 décembre 1321-14 février 1322 | Cione Ridolfi                               | Pr. du s. Oltrarno.                                             |
| 15 décembre 1321-14 février 1322 | Tommaso Peruzzi                             | Pr. du s. San Piero Scheraggio.                                 |
| 15 décembre 1321-14 février 1322 | Bernardo di Lapo Ardinghelli                | Pr. du s. Borgo.                                                |
| 15 décembre 1321-14 février 1322 | Maso Valori                                 | Pr. du s. San Pancrazio.                                        |
| 15 décembre 1321-14 février 1322 | Vanni di Bartolo Armati                     | Pr. du s. Porta del Duomo.                                      |
| 15 décembre 1321-14 février 1322 | Giovanni Villani                            | Pr. du s. Porta San Piero. Le célèbre chroniqueur.              |
| 15 février 1322-14 avril 1322    | Bernardo Cattani                            | Gonf. issu du s. Oltrarno.                                      |
| 15 février 1322-14 avril 1322    | Tile di Mess. Filippo Belfradelli           | Pr. du s. Oltrarno.                                             |
| 15 février 1322-14 avril 1322    | Cione di Buonsignore Bisarnesi              | Pr. du s. San Piero Scheraggio.                                 |
| 15 février 1322-14 avril 1322    | Mess. Teghia Buonaccolti (ou Bonaccolti)    | Pr. du s. Borgo. Expert en droit (iurisperitus).                |
| 15 février 1322-14 avril 1322    | Lupo di Primerano da Mosciano               | Pr. du s. San Pancrazio.                                        |
| 15 février 1322-14 avril 1322    | Pino di Spina Falconi                       | Pr. du s. Porta del Duomo.                                      |
| 15 février 1322-14 avril 1322    | Bonaiuto Lamberti                           | Pr. du s. Porta San Piero.                                      |
| 15 avril 1322-14 juin 1322       | Geri di Guccio Ghiberti                     | Gonf. issu du s. Porta San Piero.                               |
| 15 avril 1322-14 juin 1322       | Gherardino Tucci                            | Pr. du s. Oltrarno.                                             |
| 15 avril 1322-14 juin 1322       | Cinozzo di Simone Raffacani                 | Pr. du s. San Piero Scheraggio.                                 |
| 15 avril 1322-14 juin 1322       | Acciaiuolo di Mess. Niccola Acciaiuoli      | Pr. du s. Borgo.                                                |
| 15 avril 1322-14 juin 1322       | Piero di Pinaccio Strozzi                   | Pr. du s. San Pancrazio.                                        |
| 15 avril 1322-14 juin 1322       | Ciampo di Duccio                            | Pr. du s. Porta del Duomo. Apothicaire (speziale).              |
| 15 avril 1322-14 juin 1322       | Mess. Francesco di Mess. Lotto Salviati     | Pr. du s. Porta San Piero. Expert en droit (iurisperitus).      |
| 15 juin 1322-14 août 1322        | Zanobi di Ser. Lapo Arnolfi                 | Gonf. issu du s. San Piero Scheraggio.                          |
| 15 juin 1322-14 août 1322        | Lapaccio di Bindo del Bene                  | Pr. du s. Oltrarno.                                             |
| 15 juin 1322-14 août 1322        | Lapo d'Albertuccio da Castiglionchio        | Pr. du s. San Piero Scheraggio.                                 |
| 15 juin 1322-14 août 1322        | Tommaso di Dietaiuti della Badessa          | Pr. du s. Borgo.                                                |
| 15 juin 1322-14 août 1322        | Filippo Aldobrandini                        | Pr. du s. San Pancrazio.                                        |
| 15 juin 1322-14 août 1322        | Benincasa di Falco                          | Pr. du s. Porta del Duomo.                                      |
| 15 juin 1322-14 août 1322        | Giovenco di Cionetto de'Bastari             | Pr. du s. Porta San Piero.                                      |
| 15 août 1322-14 octobre 1322     | Mess. Rinieri del Forese                    | Gonf. issu du s. Borgo. Expert en droit (iurisperitus).         |
| 15 août 1322-14 octobre 1322     | Bernardo di Neri da Quarata (ou Quaratesi)  | Pr. du s. Oltrarno.                                             |
| 15 août 1322-14 octobre 1322     | Bartolo di Manetto Bonricoveri              | Pr. du s. San Piero Scheraggio.                                 |
| 15 août 1322-14 octobre 1322     | Francesco del Bene Bencivenni               | Pr. du s. Borgo.                                                |
| 15 août 1322-14 octobre 1322     | Bernardo di Pagno Bordoni                   | Pr. du s. San Pancrazio.                                        |
| 15 août 1322-14 octobre 1322     | Buto di Ricco Davanzi                       | Pr. du s. Porta del Duomo.                                      |
| 15 août 1322-14 octobre 1322     | Cambio di Geri Balestrieri                  | Pr. du s. Porta San Piero.                                      |
| 15 octobre 1322-14 décembre 1322 | Albizzo di Stefano Soderini                 | Gonf. issu du s. Oltrarno.                                      |
| 15 octobre 1322-14 décembre 1322 | Francesco d'Andrea Amadori                  | Pr. du s. Oltrarno.                                             |
| 15 octobre 1322-14 décembre 1322 | Mess. Gianniano di Lapo Rinaldelli          | Pr. du s. San Piero Scheraggio. Expert en droit (iurisperitus). |
| 15 octobre 1322-14 décembre 1322 | Ser Giovanni di Buonapresa Siminetti        | Pr. du s. Borgo.                                                |
| 15 octobre 1322-14 décembre 1322 | Castello di Cecco di Ser Rinaldo Castellani | Pr. du s. San Pancrazio.                                        |
| 15 octobre 1322-14 décembre 1322 | Bernardino di Giambono de'Medici            | Pr. du s. Porta del Duomo.                                      |
| 15 octobre 1322-14 décembre 1322 | Taldo Valori                                | Pr. du s. Porta San Piero.                                      |
| 15 décembre 1322-14 février 1323 | Tegghia di Guido Tolosini                   | Gonf. issu du s. San Piero Scheraggio.                          |
| 15 décembre 1322-14 février 1323 | Tuccio Ferrucci                             | Pr. du s. Oltrarno.                                             |
| 15 décembre 1322-14 février 1323 | Filippo di Lippo Buonfigliuoli              | Pr. du s. San Piero Scheraggio.                                 |
| 15 décembre 1322-14 février 1323 | Naldo di Mess. Ugo Altoviti                 | Pr. du s. Borgo.                                                |
| 15 décembre 1322-14 février 1323 | Spinello di Primerano da Mosciano           | Pr. du s. San Pancrazio.                                        |
| 15 décembre 1322-14 février 1323 | Ser Rustico Consigli                        | Pr. du s. Porta del Duomo.                                      |
| 15 décembre 1322-14 février 1323 | Boccacio di Ghellino da Certaldo            | Pr. du s. Porta San Piero.                                      |

## 1323
| Période de gouvernement          | Gonfaloniers de Justice et Prieurs                             | Notes                                                      |
| -------------------------------- | -------------------------------------------------------------- | ---------------------------------------------------------- |
| 15 décembre 1322-14 février 1323 | Tegghia di Guido Tolosini                                      | Gonf. issu du s. San Piero Scheraggio.                     |
| 15 décembre 1322-14 février 1323 | Tuccio Ferrucci                                                | Pr. du s. Oltrarno.                                        |
| 15 décembre 1322-14 février 1323 | Filippo di Lippo Buonfigliuoli                                 | Pr. du s. San Piero Scheraggio.                            |
| 15 décembre 1322-14 février 1323 | Naldo di Mess. Ugo Altoviti                                    | Pr. du s. Borgo.                                           |
| 15 décembre 1322-14 février 1323 | Spinello di Primerano da Mosciano                              | Pr. du s. San Pancrazio.                                   |
| 15 décembre 1322-14 février 1323 | Ser Rustico Consigli                                           | Pr. du s. Porta del Duomo.                                 |
| 15 décembre 1322-14 février 1323 | Boccacio di Ghellino da Certaldo                               | Pr. du s. Porta San Piero.                                 |
| 15 février 1323-14 avril 1323    | Giotto di Fantone Angelotti                                    | Gonf. issu du s. Borgo.                                    |
| 15 février 1323-14 avril 1323    | Bartolo Bandini                                                | Pr. du s. Oltrarno.                                        |
| 15 février 1323-14 avril 1323    | Francesco di Banco Raugi                                       | Pr. du s. San Piero Scheraggio.                            |
| 15 février 1323-14 avril 1323    | Mess. Filippo Bonaccolti (ou Buonaccolti)                      | Pr. du s. Borgo. Expert en droit (iurisperitus).           |
| 15 février 1323-14 avril 1323    | Borguccio di Ventura Borghi                                    | Pr. du s. San Pancrazio.                                   |
| 15 février 1323-14 avril 1323    | Rinaldo di Lotteringo della Stufa                              | Pr. du s. Porta del Duomo. Tisseur sur soie (setaiolo) ?   |
| 15 février 1323-14 avril 1323    | Azzarello di Lapo Gherardini                                   | Pr. du s. Porta San Piero.                                 |
| 15 avril 1323-14 juin 1323       | Pugio di Jacopo Monti                                          | Gonf. issu du s. San Pancrazio.                            |
| 15 avril 1323-14 juin 1323       | Mess. Rinaldo Casini                                           | Pr. du s. Oltrarno. Expert en droit (iurisperitus).        |
| 15 avril 1323-14 juin 1323       | Guido di Bencivenni da Magnale                                 | Pr. du s. San Piero Scheraggio.                            |
| 15 avril 1323-14 juin 1323       | Meglio di Guiduccio Fagiuoli                                   | Pr. du s. Borgo.                                           |
| 15 avril 1323-14 juin 1323       | Bingieri di Nardo di Giunta Rucellai                           | Pr. du s. San Pancrazio.                                   |
| 15 avril 1323-14 juin 1323       | Gherardo Scolari                                               | Pr. du s. Porta del Duomo.                                 |
| 15 avril 1323-14 juin 1323       | Filippo di Gherardo de'Giochi                                  | Pr. du s. Porta San Piero.                                 |
| 15 juin 1323-14 août 1323        | Guerriante di Tingo Marignolli                                 | Gonf. issu du s. Porta del Duomo.                          |
| 15 juin 1323-14 août 1323        | Lotto di Rinaldo da Quarata (ou Quaratesi; ou Totto Rinaldi ?) | Pr. du s. Oltrarno.                                        |
| 15 juin 1323-14 août 1323        | Giotto d'Arnoldo Peruzzi                                       | Pr. du s. San Piero Scheraggio.                            |
| 15 juin 1323-14 août 1323        | Guido di Lapo di Guazza Ulivieri (ou Olivieri)                 | Pr. du s. Borgo.                                           |
| 15 juin 1323-14 août 1323        | Ciaio di Ciaio del Baglione Ristori (ou Ristori del Barone)    | Pr. du s. San Pancrazio.                                   |
| 15 juin 1323-14 août 1323        | Giovanni di Donato Viviani                                     | Pr. du s. Porta del Duomo.                                 |
| 15 juin 1323-14 août 1323        | Tieri Benvenuti                                                | Pr. du s. Porta San Piero.                                 |
| 15 août 1323-14 octobre 1323     | Giovanni d'Andrea de'Ricci                                     | Gonf. issu du s. Porta San Piero.                          |
| 15 août 1323-14 octobre 1323     | Lotto di Guineldo da Quarata (ou Quaratesi)                    | Pr. du s. Oltrarno.                                        |
| 15 août 1323-14 octobre 1323     | Tavernino di Donato                                            | Pr. du s. San Piero Scheraggio.                            |
| 15 août 1323-14 octobre 1323     | Stefano di Duccio del Forese                                   | Pr. du s. Borgo.                                           |
| 15 août 1323-14 octobre 1323     | Giovanni di Mess. Ubertino Strozzi                             | Pr. du s. San Pancrazio.                                   |
| 15 août 1323-14 octobre 1323     | Niccolò di Berto Strozzafichi                                  | Pr. du s. Porta del Duomo.                                 |
| 15 août 1323-14 octobre 1323     | Lippo di Bartolo degli Albizzi                                 | Pr. du s. Porta San Piero.                                 |
| 15 octobre 1323-14 décembre 1323 | Francesco di Giamoro Baroncelli                                | Gonf. issu du s. San Piero Scheraggio.                     |
| 15 octobre 1323-14 décembre 1323 | Mess. Pace di Mess. Jacopo da Certaldo                         | Pr. du s. Oltrarno. Expert en droit (iurisperitus).        |
| 15 octobre 1323-14 décembre 1323 | Neri di Mess. Jacopo del Giudice Alberti                       | Pr. du s. San Piero Scheraggio.                            |
| 15 octobre 1323-14 décembre 1323 | Dardano di Tingo Acciaiuoli                                    | Pr. du s. Borgo.                                           |
| 15 octobre 1323-14 décembre 1323 | Chele di Pagno Bordoni                                         | Pr. du s. San Pancrazio.                                   |
| 15 octobre 1323-14 décembre 1323 | Cecco di Spina Falconi                                         | Pr. du s. Porta del Duomo.                                 |
| 15 octobre 1323-14 décembre 1323 | Cionetto di Giovenco de'Bastari                                | Pr. du s. Porta San Piero.                                 |
| 15 décembre 1323-14 février 1324 | Lapo Buti (ou Lapo del Buto)                                   | Gonf. issu du s. Oltrarno.                                 |
| 15 décembre 1323-14 février 1324 | Boninsegna d'Angiolino Machiavelli                             | Pr. du s. Oltrarno.                                        |
| 15 décembre 1323-14 février 1324 | Francesco di Lotteringo                                        | Pr. du s. San Piero Scheraggio.                            |
| 15 décembre 1323-14 février 1324 | Ruspo di Guittone da Legnaia (ou da Lignaria)                  | Pr. du s. Borgo.                                           |
| 15 décembre 1323-14 février 1324 | Ruco Bandi                                                     | Pr. du s. San Pancrazio.                                   |
| 15 décembre 1323-14 février 1324 | Mess. Forese da Rabatta                                        | Pr. du s. Porta del Duomo. Expert en droit (iurisperitus). |
| 15 décembre 1323-14 février 1324 | Chele di Ser Guernieri d'Aguglione                             | Pr. du s. Porta San Piero.                                 |

## 1324
| Période de gouvernement          | Gonfaloniers de Justice et Prieurs                   | Notes                                                             |
| -------------------------------- | ---------------------------------------------------- | ----------------------------------------------------------------- |
| 15 décembre 1323-14 février 1324 | Lapo Buti (ou Lapo del Buto)                         | Gonf. issu du s. Oltrarno.                                        |
| 15 décembre 1323-14 février 1324 | Boninsegna d'Angiolino Machiavelli                   | Pr. du s. Oltrarno.                                               |
| 15 décembre 1323-14 février 1324 | Francesco di Lotteringo                              | Pr. du s. San Piero Scheraggio.                                   |
| 15 décembre 1323-14 février 1324 | Ruspo di Guittone da Legnaia (ou da Lignaria)        | Pr. du s. Borgo.                                                  |
| 15 décembre 1323-14 février 1324 | Ruco Bandi                                           | Pr. du s. San Pancrazio.                                          |
| 15 décembre 1323-14 février 1324 | Mess. Forese da Rabatta                              | Pr. du s. Porta del Duomo. Expert en droit (iurisperitus).        |
| 15 décembre 1323-14 février 1324 | Chele di Ser Guernieri d'Aguglione                   | Pr. du s. Porta San Piero.                                        |
| 15 février 1324-14 avril 1324    | Nigi Spigliati                                       | Gonf. issu du s. San Piero Scheraggio.                            |
| 15 février 1324-14 avril 1324    | Gherardo Bonsi                                       | Pr. du s. Oltrarno.                                               |
| 15 février 1324-14 avril 1324    | Ruggieri di Mess. Lapo da Castiglionchio             | Pr. du s. San Piero Scheraggio.                                   |
| 15 février 1324-14 avril 1324    | Francesco di Borghino Baldovinetti                   | Pr. du s. Borgo.                                                  |
| 15 février 1324-14 avril 1324    | Maso Valori                                          | Pr. du s. San Pancrazio.                                          |
| 15 février 1324-14 avril 1324    | Maruccio di Ser Geremia del Beccuto                  | Pr. du s. Porta del Duomo.                                        |
| 15 février 1324-14 avril 1324    | Mess. Lottieri di Lapo Gherardini                    | Pr. du s. Porta San Piero.                                        |
| 15 avril 1324-14 juin 1324       | Bartolommeo di Guccio Siminetti                      | Gonf. issu du s. Borgo.                                           |
| 15 avril 1324-14 juin 1324       | Niccolò Manieri                                      | Pr. du s. Oltrarno.                                               |
| 15 avril 1324-14 juin 1324       | Tommaso di Duccio Magalotti                          | Pr. du s. San Piero Scheraggio.                                   |
| 15 avril 1324-14 juin 1324       | Lottieri Davanzati                                   | Pr. du s. Borgo.                                                  |
| 15 avril 1324-14 juin 1324       | Lotto di Puccio Ardinghi                             | Pr. du s. San Pancrazio.                                          |
| 15 avril 1324-14 juin 1324       | Vanni di Bartolo Armati                              | Pr. du s. Porta del Duomo.                                        |
| 15 avril 1324-14 juin 1324       | Filippo Villani                                      | Pr. du s. Porta San Piero.                                        |
| 15 juin 1324-14 août 1324        | Feduccio di Duccio della Marotta                     | Gonf. issu du s. San Pancrazio.                                   |
| 15 juin 1324-14 août 1324        | Piuvichese Brancacci                                 | Pr. du s. Oltrarno.                                               |
| 15 juin 1324-14 août 1324        | Tano Baroncelli                                      | Pr. du s. San Piero Scheraggio.                                   |
| 15 juin 1324-14 août 1324        | Mess. Teghia Buonaccolti (ou Bonaccolti)             | Pr. du s. Borgo. Expert en droit (iurisperitus).                  |
| 15 juin 1324-14 août 1324        | Anselmo di Palla Anselmi                             | Pr. du s. San Pancrazio.                                          |
| 15 juin 1324-14 août 1324        | Giovanni d'Uberto Cambi                              | Pr. du s. Porta del Duomo.                                        |
| 15 juin 1324-14 août 1324        | Pieraccio di Piero Guadagni                          | Pr. du s. Porta San Piero.                                        |
| 15 août 1324-14 octobre 1324     | Grazia Guittomanni                                   | Gonf. issu du s. Porta del Duomo.                                 |
| 15 août 1324-14 octobre 1324     | Ghino di Bindo Canigiani                             | Pr. du s. Oltrarno.                                               |
| 15 août 1324-14 octobre 1324     | Naddo di Duccio Bucelli                              | Pr. du s. San Piero Scheraggio.                                   |
| 15 août 1324-14 octobre 1324     | Bindo di Mess. Oddo Altoviti                         | Pr. du s. Borgo.                                                  |
| 15 août 1324-14 octobre 1324     | Castello di Cecco Castellani                         | Pr. du s. San Pancrazio.                                          |
| 15 août 1324-14 octobre 1324     | Daldo di Tingo Marignolli                            | Pr. du s. Porta del Duomo.                                        |
| 15 août 1324-14 octobre 1324     | Uberto di Lando degli Albizzi                        | Pr. du s. Porta San Piero.                                        |
| 15 octobre 1324-14 décembre 1324 | Mess. Bartolo de'Ricci                               | Gonf. issu du s. Porta San Piero. Expert en droit (iurisperitus). |
| 15 octobre 1324-14 décembre 1324 | Berto di Grazino Casini                              | Pr. du s. Oltrarno.                                               |
| 15 octobre 1324-14 décembre 1324 | Ser Giovanni di Corso Caffarelli                     | Pr. du s. San Piero Scheraggio.                                   |
| 15 octobre 1324-14 décembre 1324 | Pesce di Gusgio Pesci                                | Pr. du s. Borgo.                                                  |
| 15 octobre 1324-14 décembre 1324 | Pugio di Jacopo Jacopi Ferravecchio                  | Pr. du s. San Pancrazio.                                          |
| 15 octobre 1324-14 décembre 1324 | Andrea del Nero Carucci di Madonna                   | Pr. du s. Porta del Duomo.                                        |
| 15 octobre 1324-14 décembre 1324 | Uberto di Gherardo de'Giochi                         | Pr. du s. Porta San Piero.                                        |
| 15 décembre 1324-14 février 1325 | Alessandro di Ser Bellincione Cacciafuori            | Gonf. issu du s. Oltrarno.                                        |
| 15 décembre 1324-14 février 1325 | Piero di Gherardino Velluti                          | Pr. du s. Oltrarno.                                               |
| 15 décembre 1324-14 février 1325 | Mess. Vanni di Vanni Benini Formici (ou de'Formichi) | Pr. du s. San Piero Scheraggio. Expert en droit (iurisperitus).   |
| 15 décembre 1324-14 février 1325 | Avvocato di Gherardo del Bello                       | Pr. du s. Borgo.                                                  |
| 15 décembre 1324-14 février 1325 | Zanobi di Corso Borghi                               | Pr. du s. San Pancrazio.                                          |
| 15 décembre 1324-14 février 1325 | Conte d'Averardo de'Medici                           | Pr. du s. Porta del Duomo.                                        |
| 15 décembre 1324-14 février 1325 | Tano Chiarissimi                                     | Pr. du s. Porta San Piero.                                        |

## 1325
| Période de gouvernement          | Gonfaloniers de Justice et Prieurs                   | Notes                                                           |
| -------------------------------- | ---------------------------------------------------- | --------------------------------------------------------------- |
| 15 décembre 1324-14 février 1325 | Alessandro di Ser Bellincione Cacciafuori            | Gonf. issu du s. Oltrarno.                                      |
| 15 décembre 1324-14 février 1325 | Piero di Gherardino Velluti                          | Pr. du s. Oltrarno.                                             |
| 15 décembre 1324-14 février 1325 | Mess. Vanni di Vanni Benini Formici (ou de'Formichi) | Pr. du s. San Piero Scheraggio. Expert en droit (iurisperitus). |
| 15 décembre 1324-14 février 1325 | Avvocato di Gherardo del Bello                       | Pr. du s. Borgo.                                                |
| 15 décembre 1324-14 février 1325 | Zanobi di Corso Borghi                               | Pr. du s. San Pancrazio.                                        |
| 15 décembre 1324-14 février 1325 | Conte d'Averardo de'Medici                           | Pr. du s. Porta del Duomo.                                      |
| 15 décembre 1324-14 février 1325 | Tano Chiarissimi                                     | Pr. du s. Porta San Piero.                                      |
| 15 février 1325-14 avril 1325    | Odaldo del Cianga                                    | Gonf. issu du s. Porta del Duomo.                               |
| 15 février 1325-14 avril 1325    | Banchello del Buono                                  | Pr. du s. Oltrarno.                                             |
| 15 février 1325-14 avril 1325    | Gherardo di Gentile                                  | Pr. du s. San Piero Scheraggio.                                 |
| 15 février 1325-14 avril 1325    | Giotto di Fantone Angelotti                          | Pr. du s. Borgo.                                                |
| 15 février 1325-14 avril 1325    | Taddeo di Ricco Arlotti                              | Pr. du s. San Pancrazio.                                        |
| 15 février 1325-14 avril 1325    | Niccolò di Nello Rinucci                             | Pr. du s. Porta del Duomo.                                      |
| 15 février 1325-14 avril 1325    | Piero del Papa                                       | Pr. du s. Porta San Piero.                                      |
| 15 avril 1325-14 juin 1325       | Bartolo di Lapo Benci                                | Gonf. issu du s. San Pancrazio.                                 |
| 15 avril 1325-14 juin 1325       | Ridolfo di Guido Buonafedi (ou Bonaffedi)            | Pr. du s. Oltrarno.                                             |
| 15 avril 1325-14 juin 1325       | Filippo di Lippo Buonfigliuoli                       | Pr. du s. San Piero Scheraggio.                                 |
| 15 avril 1325-14 juin 1325       | Giovanni di Cristiano                                | Pr. du s. Borgo.                                                |
| 15 avril 1325-14 juin 1325       | Mess. Orlando Marini                                 | Pr. du s. San Pancrazio. Expert en droit (iurisperitus).        |
| 15 avril 1325-14 juin 1325       | Federigo d'Arrigo Federighi                          | Pr. du s. Porta del Duomo.                                      |
| 15 avril 1325-14 juin 1325       | Geri di Guccio Ghiberti                              | Pr. du s. Porta San Piero.                                      |
| 15 juin 1325-14 août 1325        | Manetto di Dello degli Scilinguati                   | Gonf. issu du s. Borgo.                                         |
| 15 juin 1325-14 août 1325        | Bartolo Bandini                                      | Pr. du s. Oltrarno.                                             |
| 15 juin 1325-14 août 1325        | Filippo di Duccio Magalotti                          | Pr. du s. San Piero Scheraggio.                                 |
| 15 juin 1325-14 août 1325        | Dardano di Tingo Acciaiuoli                          | Pr. du s. Borgo.                                                |
| 15 juin 1325-14 août 1325        | Bindo d'Ammannato Prosperi                           | Pr. du s. San Pancrazio.                                        |
| 15 juin 1325-14 août 1325        | Giovanni di Tingo Marignolli                         | Pr. du s. Porta del Duomo.                                      |
| 15 juin 1325-14 août 1325        | Bartolo di Lotto Bischeri                            | Pr. du s. Porta San Piero.                                      |
| 15 août 1325-14 octobre 1325     | Giovanni di Donato Viviani                           | Gonf. issu du s. Porta del Duomo.                               |
| 15 août 1325-14 octobre 1325     | Simone di Neri da Quarata (ou Quaratesi)             | Pr. du s. Oltrarno.                                             |
| 15 août 1325-14 octobre 1325     | Bonaguida del Fabro Tolosini                         | Pr. du s. San Piero Scheraggio.                                 |
| 15 août 1325-14 octobre 1325     | Valorino di Lapo Valori                              | Pr. du s. Borgo.                                                |
| 15 août 1325-14 octobre 1325     | Bindello di Simone Beccanugi                         | Pr. du s. San Pancrazio.                                        |
| 15 août 1325-14 octobre 1325     | Rinaldo di Vieri Rondinelli                          | Pr. du s. Porta del Duomo.                                      |
| 15 août 1325-14 octobre 1325     | Fidello de'Rossi                                     | Pr. du s. Porta San Piero.                                      |
| 15 octobre 1325-14 décembre 1325 | Guglielmo di Vinta Altoviti                          | Gonf. issu du s. Borgo.                                         |
| 15 octobre 1325-14 décembre 1325 | Ser Belcaro Bonaiuti                                 | Pr. du s. Oltrarno.                                             |
| 15 octobre 1325-14 décembre 1325 | Totto Tedaldi                                        | Pr. du s. San Piero Scheraggio.                                 |
| 15 octobre 1325-14 décembre 1325 | Bartolo Paradisi                                     | Pr. du s. Borgo.                                                |
| 15 octobre 1325-14 décembre 1325 | Maso Valori                                          | Pr. du s. San Pancrazio.                                        |
| 15 octobre 1325-14 décembre 1325 | Giovanni di Bernardino de'Medici                     | Pr. du s. Porta del Duomo.                                      |
| 15 octobre 1325-14 décembre 1325 | Filippo di Migliore di Panozzo Guadagni              | Pr. du s. Porta San Piero.                                      |
| 15 décembre 1325-14 février 1326 | Durantozzo di Lapo Buonfantini                       | Gonf. issu du s. Porta San Piero.                               |
| 15 décembre 1325-14 février 1326 | Lapo di Mess. Angiolino de'Magli                     | Pr. du s. Oltrarno.                                             |
| 15 décembre 1325-14 février 1326 | Meglino di Jacopo Magaldi                            | Pr. du s. San Piero Scheraggio.                                 |
| 15 décembre 1325-14 février 1326 | Francesco del Bene Bencivenni                        | Pr. du s. Borgo.                                                |
| 15 décembre 1325-14 février 1326 | Francesco di Manno d'Attaviano Attaviani             | Pr. du s. San Pancrazio.                                        |
| 15 décembre 1325-14 février 1326 | Buto di Ricco Davanzi                                | Pr. du s. Porta del Duomo.                                      |
| 15 décembre 1325-14 février 1326 | Bartolo Bonaffedi                                    | Pr. du s. Porta San Piero.                                      |

## 1326
| Période de gouvernement          | Gonfaloniers de Justice et Prieurs                    | Notes                                                             |
| -------------------------------- | ----------------------------------------------------- | ----------------------------------------------------------------- |
| 15 décembre 1325-14 février 1326 | Durantozzo di Lapo Buonfantini                        | Gonf. issu du s. Porta San Piero.                                 |
| 15 décembre 1325-14 février 1326 | Lapo di Mess. Angiolino de'Magli                      | Pr. du s. Oltrarno.                                               |
| 15 décembre 1325-14 février 1326 | Meglino di Jacopo Magaldi                             | Pr. du s. San Piero Scheraggio.                                   |
| 15 décembre 1325-14 février 1326 | Francesco del Bene Bencivenni                         | Pr. du s. Borgo.                                                  |
| 15 décembre 1325-14 février 1326 | Francesco di Manno d'Attaviano Attaviani              | Pr. du s. San Pancrazio.                                          |
| 15 décembre 1325-14 février 1326 | Buto di Ricco Davanzi                                 | Pr. du s. Porta del Duomo.                                        |
| 15 décembre 1325-14 février 1326 | Bartolo Bonaffedi                                     | Pr. du s. Porta San Piero.                                        |
| 15 février 1326-14 avril 1326    | Boninsegna d'Angiolino Machiavelli                    | Gonf. issu du s. Oltrarno.                                        |
| 15 février 1326-14 avril 1326    | Biliotto di Matteo Biliotti                           | Pr. du s. Oltrarno.                                               |
| 15 février 1326-14 avril 1326    | Jacopo d'Alberto del Giudice Alberti                  | Pr. du s. San Piero Scheraggio.                                   |
| 15 février 1326-14 avril 1326    | Meglio di Guiduccio Fagiuoli                          | Pr. du s. Borgo.                                                  |
| 15 février 1326-14 avril 1326    | Cambino de'Rossi                                      | Pr. du s. San Pancrazio.                                          |
| 15 février 1326-14 avril 1326    | Niccolò di Berto Strozzafichi                         | Pr. du s. Porta del Duomo.                                        |
| 15 février 1326-14 avril 1326    | Forese di Geri Ferrantini                             | Pr. du s. Porta San Piero.                                        |
| 15 avril 1326-14 juin 1326       | Bardo di Ricco Risaliti                               | Gonf. issu du s. San Piero Scheraggio.                            |
| 15 avril 1326-14 juin 1326       | Maestro Manno del Maestro Rinuccio                    | Pr. du s. Oltrarno. Médecin.                                      |
| 15 avril 1326-14 juin 1326       | Vanni di Ser Lotto Castellani                         | Pr. du s. San Piero Scheraggio.                                   |
| 15 avril 1326-14 juin 1326       | Coppo di Stefano Bonaiuti                             | Pr. du s. Borgo.                                                  |
| 15 avril 1326-14 juin 1326       | Strozza di Rosso Strozzi                              | Pr. du s. San Pancrazio.                                          |
| 15 avril 1326-14 juin 1326       | Scolaio di Mess. Palamides (Bellindoti ?)             | Pr. du s. Porta del Duomo.                                        |
| 15 avril 1326-14 juin 1326       | Maso di Chiaramontese degli Uccellini                 | Pr. du s. Porta San Piero.                                        |
| 15 juin 1326-14 août 1326        | Francesco di Meo Acciaiuoli                           | Gonf. issu du s. Borgo.                                           |
| 15 juin 1326-14 août 1326        | Geri di Stefano Soderini                              | Pr. du s. Oltrarno.                                               |
| 15 juin 1326-14 août 1326        | Donato di Lamberto dell'Antella                       | Pr. du s. San Piero Scheraggio.                                   |
| 15 juin 1326-14 août 1326        | Gentile di Mess. Oddo Altoviti                        | Pr. du s. Borgo.                                                  |
| 15 juin 1326-14 août 1326        | Techino di Mess. Rinaldo Cambi                        | Pr. du s. San Pancrazio.                                          |
| 15 juin 1326-14 août 1326        | Cecco di Spina Falconi                                | Pr. du s. Porta del Duomo.                                        |
| 15 juin 1326-14 août 1326        | Ricciardo di Cione de'Ricci                           | Pr. du s. Porta San Piero.                                        |
| 15 août 1326-14 octobre 1326     | Cenni di Nardo Rucellai                               | Gonf. issu du s. San Pancrazio.                                   |
| 15 août 1326-14 octobre 1326     | Dino di Buonaguida                                    | Pr. du s. Oltrarno.                                               |
| 15 août 1326-14 octobre 1326     | Cione di Buonsignore Bisarnesi                        | Pr. du s. San Piero Scheraggio.                                   |
| 15 août 1326-14 octobre 1326     | Tuccio di Dello degli Scilinguati                     | Pr. du s. Borgo.                                                  |
| 15 août 1326-14 octobre 1326     | Baldera di Duccio                                     | Pr. du s. San Pancrazio.                                          |
| 15 août 1326-14 octobre 1326     | Tinoro di Nardo Guasconi                              | Pr. du s. Porta del Duomo.                                        |
| 15 août 1326-14 octobre 1326     | Antonio di Lando degli Albizzi                        | Pr. du s. Porta San Piero.                                        |
| 15 octobre 1326-14 décembre 1326 | Daldo di Tingo Marignolli                             | Gonf. issu du s. Porta del Duomo.                                 |
| 15 octobre 1326-14 décembre 1326 | Mess. Tommaso di Duccio Corsini                       | Pr. du s. Oltrarno. Docteur ès-lois (doctor legum).               |
| 15 octobre 1326-14 décembre 1326 | Bonaccorso di Bencivenni Bentaccordi (ou Bentaccorda) | Pr. du s. San Piero Scheraggio.                                   |
| 15 octobre 1326-14 décembre 1326 | Nerozzo di Meo Compagni                               | Pr. du s. Borgo.                                                  |
| 15 octobre 1326-14 décembre 1326 | Anselmo di Palla Anselmi                              | Pr. du s. San Pancrazio.                                          |
| 15 octobre 1326-14 décembre 1326 | Vannino di Ventura                                    | Pr. du s. Porta del Duomo.                                        |
| 15 octobre 1326-14 décembre 1326 | Vanni di Neri, dit l'Anconitano (l'Ancônitain)        | Pr. du s. Porta San Piero.                                        |
| 15 décembre 1326-14 février 1327 | Mess. Covone di Naddo Covoni                          | Gonf. issu du s. Porta San Piero. Expert en droit (iurisperitus). |
| 15 décembre 1326-14 février 1327 | Rosso Aldobrandini                                    | Pr. du s. Oltrarno.                                               |
| 15 décembre 1326-14 février 1327 | Giotto d'Arnaldo Peruzzi                              | Pr. du s. San Piero Scheraggio.                                   |
| 15 décembre 1326-14 février 1327 | Tommaso di Dietaiuti della Badessa                    | Pr. du s. Borgo.                                                  |
| 15 décembre 1326-14 février 1327 | Falconieri Baldesi                                    | Pr. du s. San Pancrazio.                                          |
| 15 décembre 1326-14 février 1327 | Nerone di Nigi Dietisalvi Neroni                      | Pr. du s. Porta del Duomo.                                        |
| 15 décembre 1326-14 février 1327 | Leone di Simone                                       | Pr. du s. Porta San Piero.                                        |

## 1327
| Période de gouvernement          | Gonfaloniers de Justice et Prieurs                              | Notes                                                             |
| -------------------------------- | --------------------------------------------------------------- | ----------------------------------------------------------------- |
| 15 décembre 1326-14 février 1327 | Mess. Covone di Naddo Covoni                                    | Gonf. issu du s. Porta San Piero. Expert en droit (iurisperitus). |
| 15 décembre 1326-14 février 1327 | Rosso Aldobrandini                                              | Pr. du s. Oltrarno.                                               |
| 15 décembre 1326-14 février 1327 | Giotto d'Arnaldo Peruzzi                                        | Pr. du s. San Piero Scheraggio.                                   |
| 15 décembre 1326-14 février 1327 | Tommaso di Dietaiuti della Badessa                              | Pr. du s. Borgo.                                                  |
| 15 décembre 1326-14 février 1327 | Falconieri Baldesi                                              | Pr. du s. San Pancrazio.                                          |
| 15 décembre 1326-14 février 1327 | Nerone di Nigi Dietisalvi Neroni                                | Pr. du s. Porta del Duomo.                                        |
| 15 décembre 1326-14 février 1327 | Leone di Simone                                                 | Pr. du s. Porta San Piero.                                        |
| 15 février 1327-14 avril 1327    | Luigi di Mess. Andrea de'Mozzi                                  | Gonf. issu du s. Oltrarno.                                        |
| 15 février 1327-14 avril 1327    | Bertuccio Taddei                                                | Pr. du s. Oltrarno.                                               |
| 15 février 1327-14 avril 1327    | Ricciardo di Geri Rustichi                                      | Pr. du s. San Piero Scheraggio.                                   |
| 15 février 1327-14 avril 1327    | More Ubaldini                                                   | Pr. du s. Borgo.                                                  |
| 15 février 1327-14 avril 1327    | Pugio di Jacopo Monti                                           | Pr. du s. San Pancrazio.                                          |
| 15 février 1327-14 avril 1327    | Barone di Barone Cappelli                                       | Pr. du s. Porta del Duomo.                                        |
| 15 février 1327-14 avril 1327    | Piero Bindi                                                     | Pr. du s. Porta San Piero.                                        |
| 15 avril 1327-14 juin 1327       | Lapo di Giovanni Bonaccorsi                                     | Gonf. issu du s. San Piero Scheraggio.                            |
| 15 avril 1327-14 juin 1327       | Francesco di Sassolo Sassolini                                  | Pr. du s. Oltrarno.                                               |
| 15 avril 1327-14 juin 1327       | Berto di Cecco Castellani                                       | Pr. du s. San Piero Scheraggio.                                   |
| 15 avril 1327-14 juin 1327       | Simone Bernotti                                                 | Pr. du s. Borgo.                                                  |
| 15 avril 1327-14 juin 1327       | Piero di Guglielmo (Stracciabende ?)                            | Pr. du s. San Pancrazio.                                          |
| 15 avril 1327-14 juin 1327       | Andrea del Nero Carucci di Madonna                              | Pr. du s. Porta del Duomo.                                        |
| 15 avril 1327-14 juin 1327       | Giovanni d'Albizzo Cambi                                        | Pr. du s. Porta San Piero.                                        |
| 15 juin 1327-14 août 1327        | Bernardo di Lapo Ardinghelli                                    | Gonf. issu du s. Borgo.                                           |
| 15 juin 1327-14 août 1327        | Mess. Giachinotto di Trinca Corbinelli                          | Pr. du s. Oltrarno. Expert en droit (iurisperitus).               |
| 15 juin 1327-14 août 1327        | Bartolo di Filippo                                              | Pr. du s. San Piero Scheraggio.                                   |
| 15 juin 1327-14 août 1327        | Francesco di Borghino Baldovinetti                              | Pr. du s. Borgo.                                                  |
| 15 juin 1327-14 août 1327        | Ubertino di Rosso Strozzi                                       | Pr. du s. San Pancrazio.                                          |
| 15 juin 1327-14 août 1327        | Niccolò di Nello Rinucci                                        | Pr. du s. Porta del Duomo.                                        |
| 15 juin 1327-14 août 1327        | Maestro Cambio di Maestro Salvi Salviati                        | Pr. du s. Porta San Piero. Médecin.                               |
| 15 août 1327-14 octobre 1327     | Jacopo d'Adimaro Beccanugi (ou Giacomo d'Adimari de'Becchenugi) | Gonf. issu du s. San Pancrazio.                                   |
| 15 août 1327-14 octobre 1327     | Gherardino Gianni                                               | Pr. du s. Oltrarno.                                               |
| 15 août 1327-14 octobre 1327     | Caroccio di Lapo Alberti                                        | Pr. du s. San Piero Scheraggio.                                   |
| 15 août 1327-14 octobre 1327     | Donato di Mannino Acciaiuoli                                    | Pr. du s. Borgo.                                                  |
| 15 août 1327-14 octobre 1327     | Andrea di Betto Minerbetti                                      | Pr. du s. San Pancrazio.                                          |
| 15 août 1327-14 octobre 1327     | Gherardo di Lapo Paganelli                                      | Pr. du s. Porta del Duomo.                                        |
| 15 août 1327-14 octobre 1327     | Naddo di Ser Spigliato da Filicaia                              | Pr. du s. Porta San Piero.                                        |
| 15 octobre 1327-14 décembre 1327 | Ghino di Vieri Rondinelli                                       | Gonf. issu du s. Porta del Duomo.                                 |
| 15 octobre 1327-14 décembre 1327 | Lapo di Mess. Angiolino de'Magli                                | Pr. du s. Oltrarno.                                               |
| 15 octobre 1327-14 décembre 1327 | Maestro Fagno di Spigliato Fagni                                | Pr. du s. San Piero Scheraggio. Médecin.                          |
| 15 octobre 1327-14 décembre 1327 | Ser Lamberto del Nero Cambi                                     | Pr. du s. Borgo.                                                  |
| 15 octobre 1327-14 décembre 1327 | Mess. Orlando Marini                                            | Pr. du s. San Pancrazio. Expert en droit (iurisperitus).          |
| 15 octobre 1327-14 décembre 1327 | Cenni Ghetti                                                    | Pr. du s. Porta del Duomo. Fabricant d'épées (spadaio) ?          |
| 15 octobre 1327-14 décembre 1327 | Luti Dirittafede                                                | Pr. du s. Porta San Piero.                                        |
| 15 décembre 1327-14 février 1328 | Filippo di Lando degli Albizzi                                  | Gonf. issu du s. Porta San Piero.                                 |
| 15 décembre 1327-14 février 1328 | Mess. Bartolommeo da Castelfiorentino                           | Pr. du s. Oltrarno. Expert en droit (iurisperitus).               |
| 15 décembre 1327-14 février 1328 | Spinello di Buonsignore Spinelli                                | Pr. du s. San Piero Scheraggio.                                   |
| 15 décembre 1327-14 février 1328 | Bartolo di Maso Bonciani                                        | Pr. du s. Borgo.                                                  |
| 15 décembre 1327-14 février 1328 | Banco di Lippo Gianni                                           | Pr. du s. San Pancrazio.                                          |
| 15 décembre 1327-14 février 1328 | Lorino Bonaiuti                                                 | Pr. du s. Porta del Duomo.                                        |
| 15 décembre 1327-14 février 1328 | Berto di Salvuccio                                              | Pr. du s. Porta San Piero. Fabricant d'épées (spadaio) ?          |

## 1328
| Période de gouvernement          | Gonfaloniers de Justice et Prieurs         | Notes                                                          |
| -------------------------------- | ------------------------------------------ | -------------------------------------------------------------- |
| 15 décembre 1327-14 février 1328 | Filippo di Lando degli Albizzi             | Gonf. issu du s. Porta San Piero.                              |
| 15 décembre 1327-14 février 1328 | Mess. Bartolommeo da Castelfiorentino      | Pr. du s. Oltrarno. Expert en droit (iurisperitus).            |
| 15 décembre 1327-14 février 1328 | Spinello di Buonsignore Spinelli           | Pr. du s. San Piero Scheraggio.                                |
| 15 décembre 1327-14 février 1328 | Bartolo di Maso Bonciani                   | Pr. du s. Borgo.                                               |
| 15 décembre 1327-14 février 1328 | Banco di Lippo Gianni                      | Pr. du s. San Pancrazio.                                       |
| 15 décembre 1327-14 février 1328 | Lorino Bonaiuti                            | Pr. du s. Porta del Duomo.                                     |
| 15 décembre 1327-14 février 1328 | Berto di Salvuccio                         | Pr. du s. Porta San Piero. Fabricant d'épées (spadaio) ?       |
| 15 février 1328-14 avril 1328    | Bartolo Ridolfi                            | Gonf. issu du s. Oltrarno.                                     |
| 15 février 1328-14 avril 1328    | Cione Falconi                              | Pr. du s. Oltrarno.                                            |
| 15 février 1328-14 avril 1328    | Filippo di Duccio Magalotti                | Pr. du s. San Piero Scheraggio.                                |
| 15 février 1328-14 avril 1328    | Bartolommeo di Guccio Siminetti            | Pr. du s. Borgo.                                               |
| 15 février 1328-14 avril 1328    | Chele di Pagno Bordoni                     | Pr. du s. San Pancrazio.                                       |
| 15 février 1328-14 avril 1328    | Neri di Forte Bezzoli (ou Bezzuoli)        | Pr. du s. Porta del Duomo.                                     |
| 15 février 1328-14 avril 1328    | Mess. Bartolo de'Ricci                     | Pr. du s. Porta San Piero. Expert en droit (iurisperitus).     |
| 15 avril 1328-14 juin 1328       | Piero di Bandino Baroncelli                | Gonf. issu du s. San Piero Scheraggio.                         |
| 15 avril 1328-14 juin 1328       | Mess. Rinaldo Casini                       | Pr. du s. Oltrarno. Expert en droit (iurisperitus).            |
| 15 avril 1328-14 juin 1328       | Donato di Giotto Peruzzi                   | Pr. du s. San Piero Scheraggio.                                |
| 15 avril 1328-14 juin 1328       | Giotto di Fantone Angelotti                | Pr. du s. Borgo.                                               |
| 15 avril 1328-14 juin 1328       | Giunta di Nardo Rucellai                   | Pr. du s. San Pancrazio.                                       |
| 15 avril 1328-14 juin 1328       | Coppo di Lapo de'Medici                    | Pr. du s. Porta del Duomo.                                     |
| 15 avril 1328-14 juin 1328       | Neri di Lippo del Palagio (ou del Palazzo) | Pr. du s. Porta San Piero.                                     |
| 15 juin 1328-14 août 1328        | Francesco di Meo Acciaiuoli                | Gonf. issu du s. Borgo.                                        |
| 15 juin 1328-14 août 1328        | Lapaccio del Bene Benizzi                  | Pr. du s. Oltrarno.                                            |
| 15 juin 1328-14 août 1328        | Coppo di Borghese Migliorati               | Pr. du s. San Piero Scheraggio.                                |
| 15 juin 1328-14 août 1328        | Lottieri Davanzati                         | Pr. du s. Borgo.                                               |
| 15 juin 1328-14 août 1328        | Palla di Mess. Jacopo Strozzi              | Pr. du s. San Pancrazio.                                       |
| 15 juin 1328-14 août 1328        | Benincasa Falchi                           | Pr. du s. Porta del Duomo.                                     |
| 15 juin 1328-14 août 1328        | Bartolo Bonaffedi                          | Pr. du s. Porta San Piero.                                     |
| 15 août 1328-14 octobre 1328     | Spinello di Primerano da Mosciano          | Gonf. issu du s. San Pancrazio.                                |
| 15 août 1328-14 octobre 1328     | Francesco d'Andrea Amadori                 | Pr. du s. Oltrarno.                                            |
| 15 août 1328-14 octobre 1328     | Vanni di Ser Lotto Castellani              | Pr. du s. San Piero Scheraggio.                                |
| 15 août 1328-14 octobre 1328     | Coppo di Stefano Bonaiuti                  | Pr. du s. Borgo.                                               |
| 15 août 1328-14 octobre 1328     | Teghino di Ser Rinaldo Tecchi              | Pr. du s. San Pancrazio.                                       |
| 15 août 1328-14 octobre 1328     | Mess. Ugo di Lotteringo della stufa        | Pr. du s. Porta del Duomo. Expert en droit (iurisperitus).     |
| 15 août 1328-14 octobre 1328     | Giovanni Villani                           | Pr. du s. Porta San Piero. Le célèbre chroniqueur.             |
| 15 octobre 1328-14 décembre 1328 | Cecco di Spina Falconi                     | Gonf. issu du s. Porta del Duomo.                              |
| 15 octobre 1328-14 décembre 1328 | Lapo di Giovanni Gavacciani                | Pr. du s. Oltrarno.                                            |
| 15 octobre 1328-14 décembre 1328 | Jacopo d'Alberto del Giudice Alberti       | Pr. du s. San Piero Scheraggio.                                |
| 15 octobre 1328-14 décembre 1328 | Gentile di Mess. Oddo Altoviti             | Pr. du s. Borgo.                                               |
| 15 octobre 1328-14 décembre 1328 | Maso Valori                                | Pr. du s. San Pancrazio.                                       |
| 15 octobre 1328-14 décembre 1328 | Tinoro di Nardo Guasconi                   | Pr. du s. Porta del Duomo.                                     |
| 15 octobre 1328-14 décembre 1328 | Giovenco di Cionetto de'Bastari            | Pr. du s. Porta San Piero.                                     |
| 15 décembre 1328-14 février 1329 | Zato di Gaddo Passavanti                   | Gonf. issu du s. Porta San Piero.                              |
| 15 décembre 1328-14 février 1329 | Priore di Ser Bartolo Banchi               | Pr. du s. Oltrarno.                                            |
| 15 décembre 1328-14 février 1329 | Ser Bonaccorso Bentaccordi                 | Pr. du s. San Piero Scheraggio.                                |
| 15 décembre 1328-14 février 1329 | Cino di Tano Cini                          | Pr. du s. Borgo. Vendeur de tissu (ritagliatore, ou cimatore). |
| 15 décembre 1328-14 février 1329 | Michele di Cione Maffei                    | Pr. du s. San Pancrazio.                                       |
| 15 décembre 1328-14 février 1329 | Salvino Armati                             | Pr. du s. Porta del Duomo.                                     |
| 15 décembre 1328-14 février 1329 | Ser Matteo Benvenuti                       | Pr. du s. Porta San Piero.                                     |

## 1329
| Période de gouvernement          | Gonfaloniers de Justice et Prieurs              | Notes                                                           |
| -------------------------------- | ----------------------------------------------- | --------------------------------------------------------------- |
| 15 décembre 1328-14 février 1329 | Zato di Gaddo Passavanti                        | Gonf. issu du s. Porta San Piero.                               |
| 15 décembre 1328-14 février 1329 | Priore di Ser Bartolo Banchi                    | Pr. du s. Oltrarno.                                             |
| 15 décembre 1328-14 février 1329 | Ser Bonaccorso Bentaccordi                      | Pr. du s. San Piero Scheraggio.                                 |
| 15 décembre 1328-14 février 1329 | Cino di Tano Cini                               | Pr. du s. Borgo. Vendeur de tissu (ritagliatore, ou cimatore).  |
| 15 décembre 1328-14 février 1329 | Michele di Cione Maffei                         | Pr. du s. San Pancrazio.                                        |
| 15 décembre 1328-14 février 1329 | Salvino Armati                                  | Pr. du s. Porta del Duomo.                                      |
| 15 décembre 1328-14 février 1329 | Ser Matteo Benvenuti                            | Pr. du s. Porta San Piero.                                      |
| 15 février 1329-14 avril 1329    | Filippo di Bencino del Sanna Benci              | Gonf. issu du s. Oltrarno.                                      |
| 15 février 1329-14 avril 1329    | Neri di Boccuccio di Manno Vettori              | Pr. du s. Oltrarno.                                             |
| 15 février 1329-14 avril 1329    | Mess. Lorenzo di Mess. Chiaro di Ser Venisti    | Pr. du s. San Piero Scheraggio. Expert en droit (iurisperitus). |
| 15 février 1329-14 avril 1329    | Valorino di Lapo Valori                         | Pr. du s. Borgo.                                                |
| 15 février 1329-14 avril 1329    | Feduccio di Duccio della Marotta                | Pr. du s. San Pancrazio.                                        |
| 15 février 1329-14 avril 1329    | Giovanni di Donato di Lapo Viviani              | Pr. du s. Porta del Duomo.                                      |
| 15 février 1329-14 avril 1329    | Simone di Spigliato da Filicaia                 | Pr. du s. Porta San Piero.                                      |
| 15 avril 1329-14 juin 1329       | Cione di Buonsignore Bisarnesi                  | Gonf. issu du s. San Piero Scheraggio.                          |
| 15 avril 1329-14 juin 1329       | Bertuccio Taddei                                | Pr. du s. Oltrarno. Mort en charge le 29 avril.                 |
| 15 avril 1329-14 juin 1329       | Gherardo del Volpe Canigiani                    | Pr. du s. Oltrarno. Élu en remplacement du précédent.           |
| 15 avril 1329-14 juin 1329       | Lotto di Donato dell'Antella                    | Pr. du s. San Piero Scheraggio.                                 |
| 15 avril 1329-14 juin 1329       | Guido di Lapo di Guazza Ulivieri (ou Olivieri)  | Pr. du s. Borgo.                                                |
| 15 avril 1329-14 juin 1329       | Anselmo di Palla Anselmi                        | Pr. du s. San Pancrazio.                                        |
| 15 avril 1329-14 juin 1329       | Mess. Forese da Rabatta                         | Pr. du s. Porta del Duomo. Expert en droit (iurisperitus).      |
| 15 avril 1329-14 juin 1329       | Albizzo di Ricco degli Albizzi                  | Pr. du s. Porta San Piero.                                      |
| 15 juin 1329-14 août 1329        | Ser Giovanni Siminetti                          | Gonf. issu du s. Borgo.                                         |
| 15 juin 1329-14 août 1329        | Mess. Tommaso di Duccio Corsini                 | Pr. du s. Oltrarno. Expert en droit (iurisperitus).             |
| 15 juin 1329-14 août 1329        | Mess. Gianniano di Lapo Rinaldelli              | Pr. du s. San Piero Scheraggio. Expert en droit (iurisperitus). |
| 15 juin 1329-14 août 1329        | Mess. Rinieri del Forese                        | Pr. du s. Borgo. Expert en droit (iurisperitus).                |
| 15 juin 1329-14 août 1329        | Ugolino d'Andrea Strozzi                        | Pr. du s. San Pancrazio.                                        |
| 15 juin 1329-14 août 1329        | Nerone di Nigi Dietisalvi Neroni                | Pr. du s. Porta del Duomo.                                      |
| 15 juin 1329-14 août 1329        | Ricciardo di Cione de'Ricci                     | Pr. du s. Porta San Piero.                                      |
| 15 août 1329-14 octobre 1329     | Bartolo di Lapo di Niccolò Benci                | Gonf. issu du s. San Pancrazio.                                 |
| 15 août 1329-14 octobre 1329     | Cionino di Cione Aglioni                        | Pr. du s. Oltrarno.                                             |
| 15 août 1329-14 octobre 1329     | Filippo di Lippo Buonfigliuoli                  | Pr. du s. San Piero Scheraggio.                                 |
| 15 août 1329-14 octobre 1329     | Foresino d'Andrea degli Abbruciati              | Pr. du s. Borgo.                                                |
| 15 août 1329-14 octobre 1329     | Piero di Ceffo Beccanugi                        | Pr. du s. San Pancrazio.                                        |
| 15 août 1329-14 octobre 1329     | Conte d'Averardo de'Medici                      | Pr. du s. Porta del Duomo.                                      |
| 15 août 1329-14 octobre 1329     | Taldo Valori                                    | Pr. du s. Porta San Piero.                                      |
| 15 octobre 1329-14 décembre 1329 | Niccolò di Nello Rinucci                        | Gonf. issu du s. Porta del Duomo.                               |
| 15 octobre 1329-14 décembre 1329 | Neri di Jacopo Rimbertini                       | Pr. du s. Oltrarno.                                             |
| 15 octobre 1329-14 décembre 1329 | Tano Baroncelli                                 | Pr. du s. San Piero Scheraggio.                                 |
| 15 octobre 1329-14 décembre 1329 | Rinuccio di Cocchio Compagni                    | Pr. du s. Borgo.                                                |
| 15 octobre 1329-14 décembre 1329 | Ubertino di Rosso Strozzi                       | Pr. du s. San Pancrazio.                                        |
| 15 octobre 1329-14 décembre 1329 | Gherardo di Lapo Paganelli                      | Pr. du s. Porta del Duomo.                                      |
| 15 octobre 1329-14 décembre 1329 | Maestro Cambio del Maestro Salvi Salviati       | Pr. du s. Porta San Piero.                                      |
| 15 décembre 1329-14 février 1330 | Maestro Lapo del Maestro Rinuccio Serguidolotto | Gonf. issu du s. Oltrarno. Médecin.                             |
| 15 décembre 1329-14 février 1330 | Lapo di Mess. Angiolino de'Magli                | Pr. du s. Oltrarno.                                             |
| 15 décembre 1329-14 février 1330 | Lapo di Giovanni Bonaccorsi                     | Pr. du s. San Piero Scheraggio.                                 |
| 15 décembre 1329-14 février 1330 | Donato di Mannino Acciaiuoli                    | Pr. du s. Borgo.                                                |
| 15 décembre 1329-14 février 1330 | Cino Michi (ou de Mico)                         | Pr. du s. San Pancrazio.                                        |
| 15 décembre 1329-14 février 1330 | Ghino di Vieri del Bello Rondinelli             | Pr. du s. Porta del Duomo.                                      |
| 15 décembre 1329-14 février 1330 | Mess. Covone di Naddo Covoni                    | Pr. du s. Porta San Piero.                                      |